# Ross Thomas (attore)
Ross Thomas (Stockton, 21 agosto 1981) è un attore, regista, filantropo e avventuriero statunitense.

## Biografia
Ross Thomas è nato a Stockton, California, e cresciuto a Stockton e a Woodbridge, California. Sua madre, Catherine Schuler, è una professoressa di informatica e autrice. Suo padre, Randy Thomas, è un avvocato, poeta e avventuriero. Ross ha tre sorelle e un fratello. Ha frequentato la St. Mary's High School e successivamente la Arizona State University e The University of Southern California. Ha giocato per la squadra di rugby della Arizona State University. Ha studiato antropologia, e arti teatrali. Si è laureato presso The University of Southern California, durante l'inverno del 2004.

## Filmografia parziale

### Attore

#### Cinema
- In due per la vittoria (The Cutting Edge: Going for the Gold), regia di Sean McNamara (2006)
- American Pie presenta: Nudi alla meta (The Naked Mile), regia di Joe Nussbaum (2006)
- Shelter, regia di Jonah Markowitz (2007)
- Soul Surfer, regia di Sean McNamara (2011)

#### Serie TV
- Cold Case - Delitti irrisolti (Cold Case) – serie TV, episodi 2x13 (2005)
- A casa di Fran (Living with Fran) – serie TV, episodi 1x6 (2005)
- CSI - Scena del crimine (CSI: Crime Scene Investigation) – serie TV, episodi 5x23 (2005)
- CSI: NY – serie TV, episodi 2x3 (2005)
- Lie to Me – serie TV, episodi 1x5 (2009)
- Beyond the Break - Vite sull'onda (Beyond the Break) – serie TV, 35 episodi (2006-2009)
- NCIS - Unità anticrimine (NCIS: Naval Criminal Investigative Service) – serie TV, episodi 9x5 (2011)

## Doppiatori italiani
Nelle versioni in italiano delle opere in cui ha recitato, Ross Thomas è stato doppiato da:
- Stefano Crescentini in Cold Case - Delitti irrisolti
- Giuliano Bonetto in CSI: NY
- Fabrizio Manfredi in In due per la vittoria
- Francesco Pezzulli in American Pie presenta: nudi alla meta
- Gianluca Crisafi in Beyond the Break - Vite sull'onda
- Emiliano Ragno in Lie to Me
- Luigi Morville in Soul Surfer